# ديف شنايدر
ديف شنايدر هو فلاح كندي، ولد في 9 سبتمبر 1957 في Vulcan County ‏ في كندا.